# Arimaa
Arimaa är en sjö i Finland. Den ligger delvis i kommunen Somero i landskapet Egentliga Finland och delvis i kommunen Lojo i landskapet Nyland i den södra delen av landet, 70 km nordväst om huvudstaden Helsingfors. Arimaa ligger 89,6 meter över havet. I omgivningarna runt Arimaa växer i huvudsak blandskog. Den är 15,82 meter djup. Arean är 1,85 kvadratkilometer och strandlinjen är 14,89 kilometer lång. Sjön  ingår i Karisåns huvudavrinningsområde. 